# هانس وینیارگن
هانس وینیارگن (انگلیسی: Hans Vinjarengen؛ ۲۰ اوت ۱۹۰۵ – ۱ فوریه ۱۹۸۴ (aged 78)) ورزشکار نوردیک ترکیبی اهل نروژ بود.
وی در مسابقات کشوری و بین‌المللی در مجموع برندهٔ ۲ مدال طلا، ۱ مدال نقره، ۳ مدال برنز شده‌است.